# Sedeankovți, Gabrovo
Sedeankovți (în bulgară Седянковци) este un sat în comuna Gabrovo, regiunea Gabrovo,  Bulgaria. 

## Demografie
Componența etnică a satului Sedeankovți
     Bulgari (91,48%)
     Nicio identificare (8,51%)
     Altele (0%)
La recensământul din 2011, populația satului Sedeankovți era de 47 locuitori. Din punct de vedere etnic, majoritatea locuitorilor (91,48%) erau bulgari. Pentru 8,51% din locuitori nu este cunoscută apartenența etnică.